# Fiordo de Dinamarca
El fiordo de Dinamarca (en danés: Danmarksfjorden), también conocido como seno de Dinamarca, es un fiordo en el noreste de Groenlandia dentro del parque nacional del noreste de Groenlandia. 
El fiordo fue explorado y nombrado en honor al barco Danmark en la época de la desafortunada Expedición danesa de 1906-1908 dirigida por Ludvig Mylius-Erichsen que cartografió la costa noreste de Groenlandia entre el cabo Bridgman y el cabo Bismarck.

## Historia

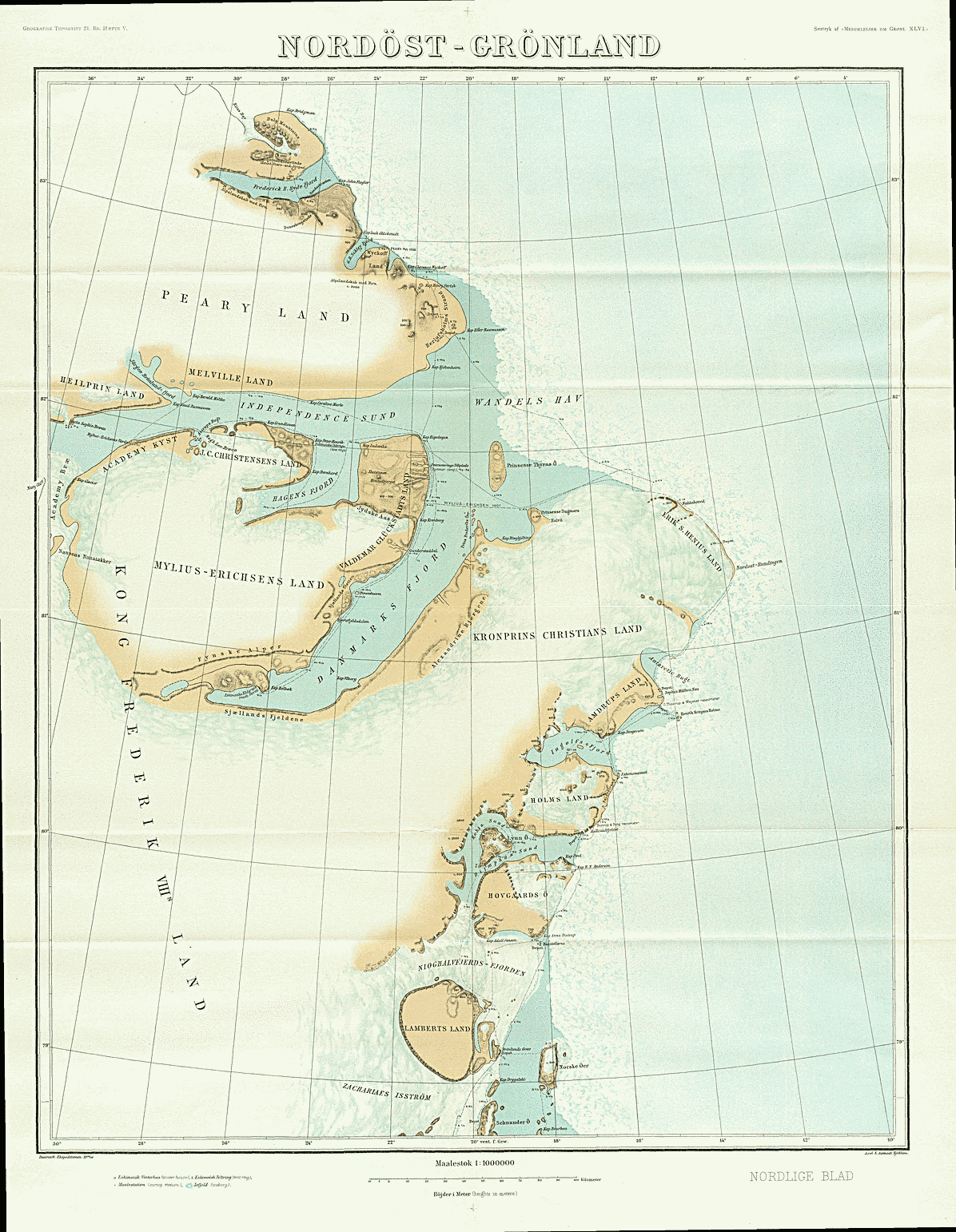
Mapa alemán de 1911 del noreste de Groenlandia que muestra el fiordo de Dinamarca

En mayo de 1907 Mylius-Erichsen entró en el desconocido fiordo de Dinamarca con su equipo de exploración de tres perros creyendo que lo llevaría al canal de Peary. El equipo, que incluía al cartógrafo Niels Peter Høeg Hagen y al experto en trineos tirados por perros Jørgen Brønlund, viajó hacia el suroeste hasta la cabecera del fiordo y, al darse cuenta de que era un callejón sin salida, retrocedieron hacia el noreste. 
A finales de mayo, el equipo de Mylius-Erichsen volvió a la desembocadura del fiordo. Cuando se encontraron con otro equipo de la expedición encabezado por Johan Peter Koch en el cabo Rigsdagen, ya de regreso del cabo Bridgman, Mylius-Erichsen se dio cuenta de que habían perdido un tiempo precioso y provisiones al entrar en el largo e inexplorado fiordo. La demora llevaría finalmente a los tres hombres a su muerte mientras se apresuraban hacia el oeste a lo largo de la costa sur del fiordo Independencia en lugar de regresar al barco.

## Geografía
Este fiordo, junto con el fiordo de la Independencia, tiene su desembocadura en el mar de Wandel, que forma parte del océano Ártico. En la boca del seno se encuentran tres islas: la isla de la Princesa Tira, la isla de la Princesa Margarita y la isla de la Princesa Dagmar. La zona formaba parte de la región de Avannaa, originalmente Nordgrønland ("Groenlandia del Norte"), un antiguo condado de Groenlandia hasta el 31 de diciembre de 2008. 
La base militar danesa y la estación meteorológica Nord se encuentran junto a la boca del seno en el lado occidental de la Tierra del Príncipe Heredero Cristian, la península situada en el lado oriental. La península situada al oeste es la Tierra de Mylius-Erichsen. A diferencia de otros fiordos de la zona, no hay un gran glaciar en la cabecera del fiordo de Dinamarca, pero está cubierto de hielo durante todo el año. 